# باور رينجرز توربو
باور رينجرز توربو (بالإنجليزية: Power Rangers Turbo)‏، مسلسل تلفزيوني أمريكي، والموسم الخامس من سلسلة مسلسلات باور رينجرز. بدأ عرضه في 19 أبريل 1997 وإنتهى في 24 نوفمبر 1997. وهو من بطولة جوني يونغ بوش وناكيا بورس وبليك فوستر وجايسون فرانك وكاثرين ساذرلاند وجيسون نارفي وبول شراير وهيلاري شيبارد.

## روابط خارجية
- باور رينجرز توربو على موقع IMDb (الإنجليزية)
- باور رينجرز توربو على موقع نتفليكس (الإنجليزية)
- باور رينجرز توربو على موقع كينوبويسك (الروسية)